# Acrotylus concinnus
Acrotylus concinnus är en insektsart som först beskrevs av Jean Guillaume Audinet Serville 1838.  Acrotylus concinnus ingår i släktet Acrotylus och familjen gräshoppor. Inga underarter finns listade i Catalogue of Life.